# سیارک ۲۵۱۲۰
سیارک ۲۵۱۲۰ (به انگلیسی: 25120 Yvetteleung، نامگذاری:1998RN73) بیست و پنج هزار و صد و بیستمین سیارک کشف شده‌است که در ۱۴ سپتامبر ۱۹۹۸ کشف شد.
قدر مطلق سیارک برابر ۱۱.۷ است.